# Бугенвиллея голая
Бугенвиллея голая (лат. Bougainvillea glabra) — вид растений рода Бугенвиллея (Bougainvillea), семейства Никтагиновые (Nyctaginaceae), естественно произрастающий на территории Бразилии.

## Описание

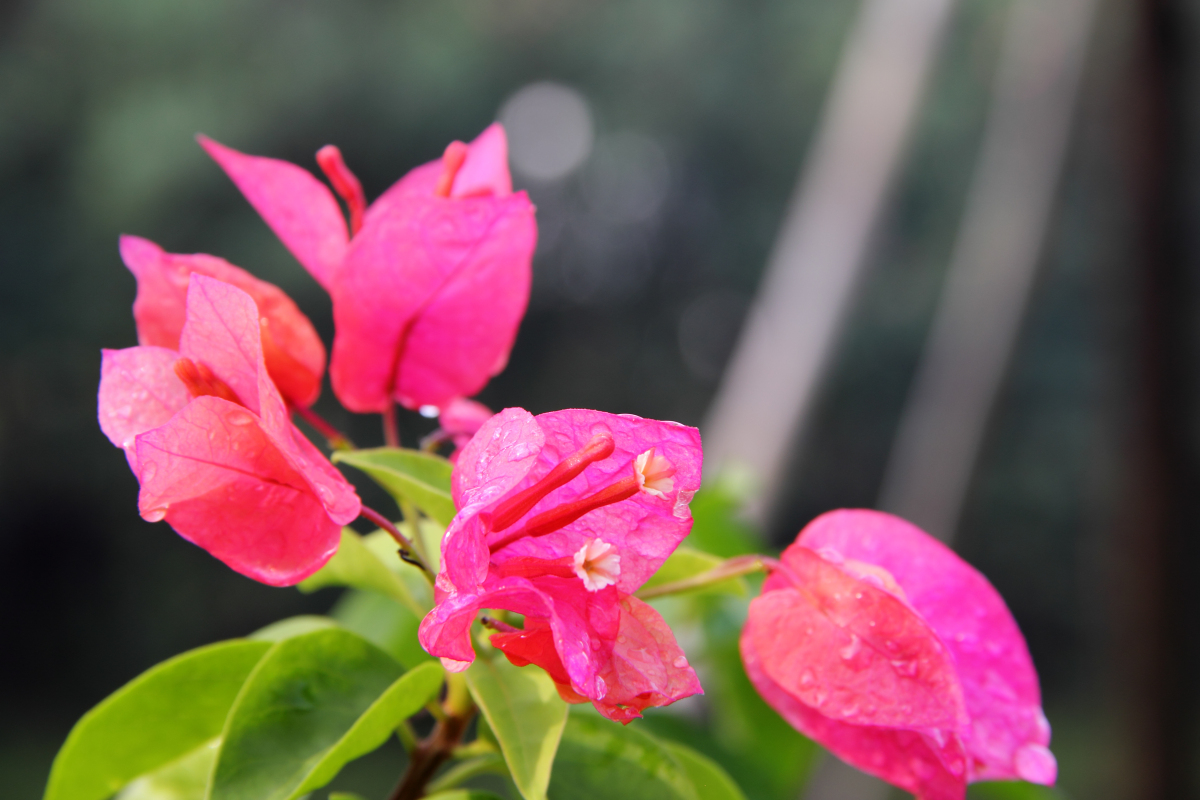
Прицветники

Высокий кустарник (до 5 м) с пышными фиолетовыми прицветниками. Глянцевые темно-зеленые листья заострены. Их длина составляет 10-15 см, а ширина 4-6 см. Ветки покрыты небольшими колючками.

## Выращивание
Растение легко переносит обрезку. Обильно цветет, неприхотлив, хорошо поддается формовке. Бугенвиллею следует размещать на южном или западном подоконнике, чтобы естественное освещение прямыми солнечными лучами составляло не менее 5 часов в день. Это главное условие ее роста и интенсивного окрашивания околоцветников во время цветения. При недостатке света побеги начинают вытягиваться, листва бледнеет, цветение прекращается. Сквозняков растение не любит, но проветривать помещение следует регулярно. В период активного роста, весной и летом, температура в помещении должна поддерживаться в пределах 22-25°C. Во время зимнего покоя температуру желательно снизить до 12-16°C. Растение любит высокую влажность воздуха. С ранней весны и до середины осени ее необходимо регулярно подкармливать жидкими удобрениями, для цветущих растений с повышенным содержанием фосфора, калия и железа.

## Таксономия
Bougainvillea glabra Choisy, первое упоминание в Prodr. 13(2): 437 (1849).

### Синонимы[3]
- Bougainvillea brachycarpa Heimerl
- Bougainvillea glabra var. acutibracteata Heimerl
- Bougainvillea glabra var. alba Teixeira-Mendes & Viégas
- Bougainvillea glabra var. brachycarpa Heimerl
- Bougainvillea glabra var. graciliflora Heimerl
- Bougainvillea glabra var. obtusibracteata Heimerl
- Bougainvillea glabra var. sanderiana Bosschere
- Bougainvillea rubicunda Schott ex Rohrb.
- Bougainvillea spectabilis var. glabra (Choisy) Hook.